# Impianto sportivo polivalente

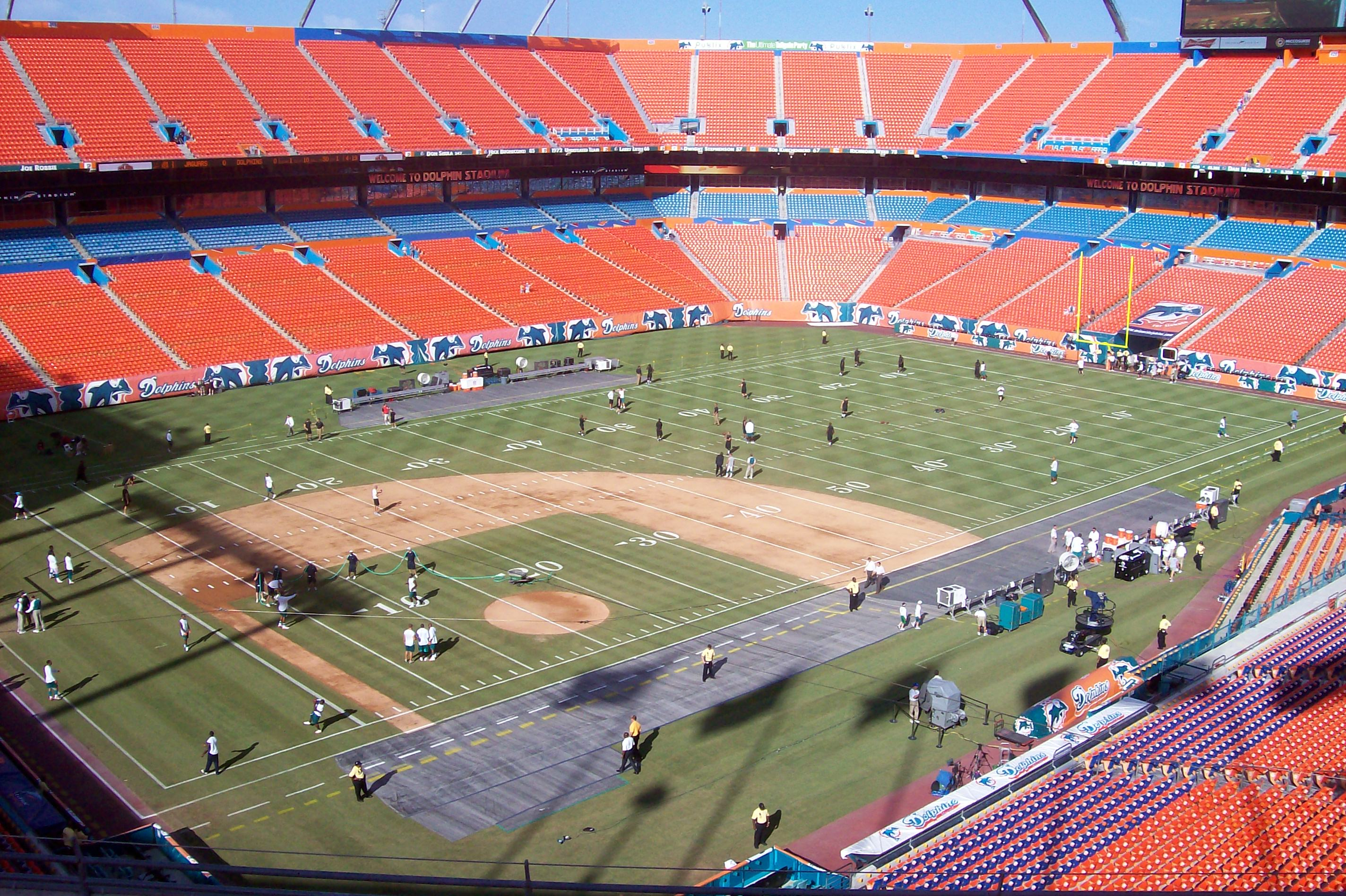
Il Sun Life Stadium di Miami, un evidente esempio di impianto sportivo polivalente con il rettangolo di gioco adibito per il football americano e il diamante di baseball confinato in un angolo

Un impianto sportivo polivalente o polifunzionale o multifunzionale (può essere indicato anche con i termini stadio polifunzionale, polivalente o multifunzionale) è un impianto sportivo adatto ad ospitare eventi sportivi, musicali e di intrattenimento per una vasta platea di pubblico, come un'arena o uno stadio, ma che può essere alternativamente usato per ospitare diverse discipline sportive.

## Storia
I primi stadi polivalenti vennero costruiti tra gli anni sessanta e settanta, la loro costruzione è oggi regolata, in italia, da una specifica normativa.

## Funzione
La maggior parte degli sport necessita di superfici attrezzate e predisposte per lo svolgimento degli allenamenti e delle competizioni. Il costo di costruzione di un simile impianto sportivo può risultare assai elevato, per questo può essere utile e conveniente fare ricorso alla progettazione ed alla costruzione di impianti polifunzionali in grado di concentrare l'esercizio di più di uno sport sia contemporaneamente che alternativamente, anche se, appare evidente, che la funzionalità ottimale la si ottiene comunque optando per la costruzione di un impianto dedicato ad un singolo sport, si pensi ad uno stadio di calcio senza la pista di atletica o ad uno stadio di baseball specifico per questo sport.